# Flughafen Nottingham

i7
i11
i13
Der Flughafen Nottingham (englisch Nottingham Airport, auch Nottingham City Airport, IATA-Code: NQT, ICAO-Code: EGBN) ist ein Flughafen  6 km südöstlich von Nottingham in der Grafschaft Nottinghamshire, England. Er war während des Zweiten Weltkriegs bekannt als Stützpunkt der Royal Air Force mit dem Namen RAF Tollerton.

## Flughafendaten
Der Flughafen hat eine Piste mit Asphalt- und Betonbelag mit 1050 m Länge und 46 m Breite und eine Asphaltpiste mit 821 m Länge und 46 m Breite. Er befindet sich auf einer Seehöhe von 138 m und hat eine Fläche von  91 ha.

## Geschichte
Der Flughafen wurde im Oktober 1929 eröffnet.
Truman Aviation Ltd. schloss im Jahr 1963 einen Pachtvertrag für 75 Jahre.
Im Dezember 2006 erwarb ein Konsortium namens Nottingham City Airport plc. vom Stadtrat von Nottingham (Nottingham City Council) den Flughafen. Der Flughafen ist für Privatflieger, Geschäftsflieger und Flugunterricht ausgestattet. Es wird nur die allgemeine Luftfahrt betrieben.